# Baby Steps
Baby Steps (ベイビーステップ, Beibī Suteppu) est un shōnen manga écrit et dessiné par Hikaru Katsuki. Il est prépublié entre octobre 2007 et novembre 2017 dans le magazine Weekly Shōnen Magazine, puis compilé en 47 tomes par Kōdansha.
Une adaptation en série télévisée d'animation produite par le studio Pierrot est diffusée entre avril et septembre 2014. Une seconde saison est diffusée entre avril et septembre 2015. Dans les pays francophones, la série est diffusée en simulcast sur Anime Digital Network jusqu'au 3 avril 2016.
Le manga a remporté le 38e prix du manga Kōdansha en 2014 dans la catégorie shōnen.

## Synopsis
Alors qu'il est un jeune étudiant faisant passer ses études au premier plan, Eiichirô Maruo décide un jour d'aller regarder les étudiants du club de tennis. Rapidement, Eiichirô est captivé par ce sport, notamment grâce à Takuma Egawa et Natsu Takasaki, deux membres du club, et décide de s'y investir totalement. Malgré sa mauvaise condition physique, il utilise son intelligence et ses talents d'analyse pour progresser rapidement et battre ses adversaires afin de devenir un joueur professionnel.
Contrairement à un certain nombre d'autres mangas et anime sportifs (comme Prince du tennis), l'œuvre ne comporte pas de techniques fantaisistes et physiquement impossibles. Elle a une approche assez réaliste de ce sport, autant au niveau technique et physique que mental.

## Personnages
Eiichirô Maruo (丸尾 栄一郎, Maruo Eiichirō)
Takuma Egawa (江川 逞, Egawa Takuma)
Natsu Takasaki (鷹崎 奈津, Takasaki Natsu)
Yukichi Fukazawa (深沢 諭吉, Fukazawa Yukichi)
Yûki Tajima (田島 勇樹, Tajima Yūki)

## Manga
Le manga Baby Steps est écrit et dessiné par Hikaru Katsuki et a débuté le 17 octobre 2007 dans le magazine Weekly Shōnen Magazine. Le premier volume relié est publié par Kōdansha le 15 février 2008. Le manga se termine le 1er novembre 2017 à la suite de l'annulation de la série par l'éditeur.

## Anime
L'adaptation en série télévisée d'animation est annoncée en novembre 2013 dans le magazine Weekly Shōnen Magazine. Celle-ci est produite au sein du studio Pierrot avec une réalisation de Masahiko Murata, une production de Kenji Saito et un scénario de Katsuhiko Chiba. Elle est diffusée initialement sur NHK-E du 6 avril au 21 septembre 2014. Dans les pays francophones, la série est diffusée en simulcast sur le chaîne J-One et sur le site Anime Digital Network. Dans le reste du monde, la série est diffusée par Crunchyroll.
Une seconde saison est annoncée à la fin de diffusion de la première saison. Celle-ci est diffusée à partir du 5 avril 2015 au Japon et en simulcast sur J-One et Anime Digital Network dans les pays francophones.

### Liste des épisodes

#### Saison 1
| No | Titre français                           | Titre japonais   | Titre japonais         | Date de 1re diffusion |
| No | Titre français                           | Kanji            | Rōmaji                 | Date de 1re diffusion |
| -- | ---------------------------------------- | ---------------- | ---------------------- | --------------------- |
| 1  | Tennis et cahiers                        | テニスとノート   | Tenisu to Nōto         | 6 avril 2014          |
| 2  | Méticuleux et approximatif               | 几帳面と大雑把   | Kichōmen to Ōzappa     | 13 avril 2014         |
| 3  | Un Match est un combat                   | 喧嘩で勝負       | Kenka de Shōbu         | 20 avril 2014         |
| 4  | Avec le visage, et avec assurance        | 顔面で確信       | Ganmen de Kakushin     | 27 avril 2014         |
| 5  | Un premier match plein de surprises      | 初試合が予想外   | Hatsushiai ga Yosōgai  | 4 mai 2014            |
| 6  | Un Débutant prometteur                   | 未熟が原石       | Mijuku Genseki         | 11 mai 2014           |
| 7  | Neuf carrés et la réalité                | 9分割と現実      | 9 Bunkatsu to Genjitsu | 18 mai 2014           |
| 8  | Un An et vingt cahiers                   | 1年と20冊        | 1-nen to 20-satsu      | 25 mai 2014           |
| 9  | Le sérieux, c'est mon style              | 真面目がスタイル | Majime Ga Sutairu      | 1er juin 2014         |
| 10 | Déséquilibre au bord du vide             | 違和感と崖っぷち | Iwakan to Gakeppuchi   | 8 juin 2014           |
| 11 | Risques et possibilités                  | リスクと可能性   | Risuku to Kanōsei      | 15 juin 2014          |
| 12 | Le Progrès par la mémoire                | 記憶で進化       | Kioku de Shinka        | 22 juin 2014          |
| 13 | Art et technique                         | 芸術と技術       | Geijutsu to Gijutsu    | 29 juin 2014          |
| 14 | Terminer le puzzle                       | パズルの成果     | Pazuru no Seika        | 6 juillet 2014        |
| 15 | La Stratégie du passage en force         | 強引が計画       | Gōin ga Keikaku        | 13 juillet 2014       |
| 16 | La Bête et l'initiative                  | 野獣と主導権     | Yajū to Shudō-ken      | 20 juillet 2014       |
| 17 | Pro à mon âge                            | プロで同級生     | Puro de Dōkyūsei       | 27 juillet 2014       |
| 18 | Détermination et présentation            | 決意でプレゼン   | Ketsui de Purezen      | 3 août 2014           |
| 19 | Enfer et résolution                      | 覚悟と地獄       | Kakugo to Jigoku       | 10 août 2014          |
| 20 | Brioches à la viande et nouilles sautées | 肉まんと焼きそば | Nikuman to Yakisoba    | 17 août 2014          |
| 21 | Constance et changement                  | 堅実と変化       | Kenjitsu to Henka      | 24 août 2014          |
| 22 | Les Fondamentaux sont un point faible    | 基本が弱点       | Kihon ga Jakuten       | 31 août 2014          |
| 23 | La Folie des cent cases                  | 無謀な100分割    | Mubōna 100 bunkatsu    | 7 septembre 2014      |
| 24 | Devoir et désir                          | 義務と欲求       | Gimu to Yokkyū         | 14 septembre 2014     |
| 25 | Eiichirô et Natsu                        | 栄一郎と奈津     | Eiichirō to Natsu      | 21 septembre 2014     |

#### Saison 2
| No | Titre français                          | Titre japonais         | Titre japonais               | Date de 1re diffusion |
| No | Titre français                          | Kanji                  | Rōmaji                       | Date de 1re diffusion |
| -- | --------------------------------------- | ---------------------- | ---------------------------- | --------------------- |
| 1  | Le Monde et le mur                      | 世界と壁               | Sekai to kabe                | 5 avril 2015          |
| 2  | L'Avantage du cercle vicieux            | 悪循環がラッキー       | Akujunkan ga Lucky           | 12 avril 2015         |
| 3  | Les Données du futur                    | 未来のデータ           | Mirai no Data                | 19 avril 2015         |
| 4  | Stimuler par la simplicité              | シンプルで覚醒         | Simple de kakusei            | 26 avril 2015         |
| 5  | La Décision de Takuma                   | タクマの決意           | Takuma no ketsui             | 3 mai 2015            |
| 6  | Première rencontre en observation       | 偵察で初遭遇           | Teisatsu de hatsu sōgū       | 10 mai 2015           |
| 7  | Une Revanche au sommet                  | 正念場のリベンジ       | Shōnenba no ribenji          | 17 mai 2015           |
| 8  | Vitesse de progression                  | 進化のスピーど         | Shinka no supiido            | 24 mai 2015           |
| 9  | Confusion par la sensation              | 感覚で困惑             | Kankaku de konwaku           | 31 mai 2015           |
| 10 | Démarrage sur un cri de guerre          | 雄たけびでスタート     | Otakebi de sutāto            | 7 juin 2015           |
| 11 | Choix et explosivité                    | 選択肢と爆発力         | Sentakushi to bakuhatsuryoku | 14 juin 2015          |
| 12 | À fond dans l'adversité                 | 逆境に全力             | Gyakkyou ni zenryoku         | 21 juin 2015          |
| 13 | Addiction                               | ライバルが集結         | Rival ga shuuketsu           | 28 juin 2015          |
| 14 | Clair de lune et bruit de vagues        | 月明かりと波音         | Tsukiakari to namioto        | 5 juillet 2015        |
| 15 | Héros et grandes acclamations           | ヒーローと大歓声       | Hīrō to dai kansei           | 12 juillet 2015       |
| 16 | Spam ! Et Gwiiip                        | スパッでギューン       | Spa de gyuun                 | 19 juillet 2015       |
| 17 | Dramatique de nature                    | 天性でドラマチック     | Tensei to Dramatic           | 26 juillet 2015       |
| 18 | Visualiser la pression                  | プレッシャーをイメージ | Puresshā wo imēji            | 2 août 2015           |
| 19 | Première rencontre impolie              | 失礼が初対面           | Shitsurei ga shotaimen       | 9 août 2015           |
| 20 | Combat psychologique et maîtrise de soi | 心理戦と自制心         | Shinrisen to jiseishin       | 16 août 2015          |
| 21 | Le Bien, le Mal et les règles           | 善悪と規則             | Zenaku to kisoku             | 23 août 2015          |
| 22 | La Présence comme moteur                | 存在が原動力           | Sonzai ga gendouryoku        | 30 août 2015          |
| 23 | Volontaire et idéal                     | 積極的で理想的r        | Sekkyokuteki de risouteki    | 5 septembre 2015      |
| 24 | Imprudence et inattendu                 | 無謀と意外性           | Mubou to igaisei             | 13 septembre 2015     |
| 25 | Dernier Set                             | ファイナルセット       | Fainaru setto                | 20 septembre 2015     |

### Musique
| Opening  | Opening             | Opening | Ending   | Ending                                         | Ending           |
| Épisodes | Titre               | Artiste | Épisodes | Titre                                          | Artiste          |
| -------- | ------------------- | ------- | -------- | ---------------------------------------------- | ---------------- |
| Tous     | Believe in Yourself | Mao Abe | Saison 1 | Baby Steps (ベイビーステップ)                  | Babyraids        |
| Tous     | Believe in Yourself | Mao Abe | Saison 2 | Yume no Tsuzuki (ベイビーステップ 第2シリーズ) | Ganbare! Victory |

### Doublage
| Personnages      | Personnages      | Voix japonaises  |
| ---------------- | ---------------- | ---------------- |
| Eiichirô Maruo   | Eiichirô Maruo   | Taishi Murata    |
| Takuma Egawa     | Takuma Egawa     | Daisuke Namikawa |
| Natsu Takasaki   | Natsu Takasaki   | Minako Kotobuki  |
| Yukichi Fukazawa | Yukichi Fukazawa | Hiro Shimono     |
| Yûki Tajima      | Yûki Tajima      | Yuuki            |